# ISZ (műhold)
Az ISZ (oroszul: ИС – истребитель-спутников, magyar átírásban: Isztrebityel-szputnyikov, magyarul: műholdvadász) szovjet elfogóvadász-műhold, melyet a szovjet műholdelhárító rendszer részeként fejlesztettek az 1970–1980-as években. A műholdelhárító rendszer hordozóeszközéül eredetileg az UR–200-as rakétát szánták. Az UR–200-as programjának törlése miatt a műholdakat a Poljot és Ciklon–2 hordozórakétákkal indították.

## Története
AZ ellenséges űreszközök megsemmisítésére szánt szovjet űrvédelmi rendszer fejlesztése 1962-ben kezdődött a Kometa kutatóintézetben az ISZ (Isztrebityel szputnyikov) program keretében. A fejlesztési programot  Anatolij Szavin (a Kometa későbbi igazgatója) irányította. A program egy manőverezésre képes műhold létrehozását tűzte ki célul, amely a megközelített ellenséges űreszközt egy irányított repeszfelhővel semmisíti meg. A rendszer ezen kívül még egy hordozóeszközből (hordozórakétából), valamint a földi bázisból állt.
A rendszer műholdjainak a kifejlesztését a Cselomej vezette OKB–52 tervezőiroda végezte. Első lépésként a műhold koncepciójának ellenőrzésére, a hajtómű és a vezérlőrendszer tesztelésére két technológiai műholdat indítottak 1964–1964-ben, a Poljot–1 és a Poljot–2 műholdakat. A műhold a többször indítható hajtóművével alkalmas volt a pályasík és a pályamagasság változtatására, ez lehetővé tette, hogy a műhold a megsemmisítendő űreszköz pályájára álljon. A rendszerhez Cselomej az UR–200-as rakétát javasolta, de annak csúszása, majd végleges törlése miatt a két tesztműholdat az OKB–1 kujbisevi fiókintézetében kifejezetten erre a célra kifejlesztett kétfokozatú Poljot hordozórakétával indították.
1964 októberében leváltották Hruscsovot, ezzel Cselomej pozíciója meggyengült, az ISZ műholdak fejlesztési programját elvették az OKB–52-től és átadták Koroljov OKB–1 tervezőirodájának. Az UR–200-as fejlesztésének 1965-ös törlése miatt új hordozóeszközt kellett keresni. A választás az R–36 interkontinentális ballisztikus rakétára esett, melynek katonai űreszközök pályára állítására szolgáló, hordozórakétává alakított változata a Ciklon–2 lett. A program átszervezése, a dokumentáció átadásának vontatottsága miatt a fejlesztés több évet csúszott. 
Az OKB–1-nél 1976-re készült el az első ISZ vadászműhold, amely a Cselomej-féle koncepciókon és terveken alapult. Az eredeti koncepció szerint az ISZ műhold két változatát dolgozták ki. Az egyik az aktív, elfogó változat volt ISZ–A jelzéssel, a másik a célműholdként szolgáló ISZ–P, a passzív változat. 1967. október 27-én indították az első ISZ műholdat Koszmosz–185 jelzéssel egy Ciklon–2 hordozórakétával. A repülés során csak a műhold hajtóművét és a manőverezőképességét vizsgálták, elfogandó célműholdat nem indítottak. Ez a repülés volt egyúttal a Ciklon–2 (11K69) első indítása is. 
Az első sikeres elfogást és megsemmisítést 1968 októberében hajtották végre. Az 1968. október 19-én Koszmosz–248 jelzéssel indított ISZ–P célműholdat a másnap, október 20-án Koszmosz–249 jelzéssel indított ISZ–A műhold megsemmisítette. 
Az ISZ–P célműholdakból mindössze négyet indítottak, helyettük később áttértek a kisebb méretű és olcsóbb célműholdak használatára. Erre a célra az OKB–586 tervezőiroda DSZ–P1–M, majd később a Lira célműholdjait használták. 
Az 1972-ben az Amerikai Egyesült Államok és a Szovjetunió által aláírt SALT–1 nemzetközi fegyverzetkorlátozási egyezményt követően az ISZ kísérleteket szüneteltették, de a rendszer szolgálatban maradt. 
Az ISZ műholdakkal 1976-ban újították fel a teszteket, melyek az 1980-as évek elejéig folytak. Időközben fejlesztéseket végeztek a műholdakon, javították fedélzeti rendszereit, a vezérlőrendszert, a célfelderítő lokátort, valamint a hajtóműveket. A rendszert a Szovjet Fegyveres Erőknél 1978-ban rendszeresítették. Az ISZ műhold utolsó indítására 1982. június 18-án került sor Koszmosz–1379 jelzéssel. Ez a műhold a néhány nappal korábban indított Koszmosz–1375 jelzésű (Lira típusú) célműholdat semmisítette meg.

## A műhold jellemzői
Két részből állt: 
1. fő rész: vezérlési, célzómodul; számítógép; optikai rendszer; 300 kilogrammos repeszgránát,
2. hajtóanyag (300 másodperces működéshez) és a többször újraindítható mikromotor.